# Сад

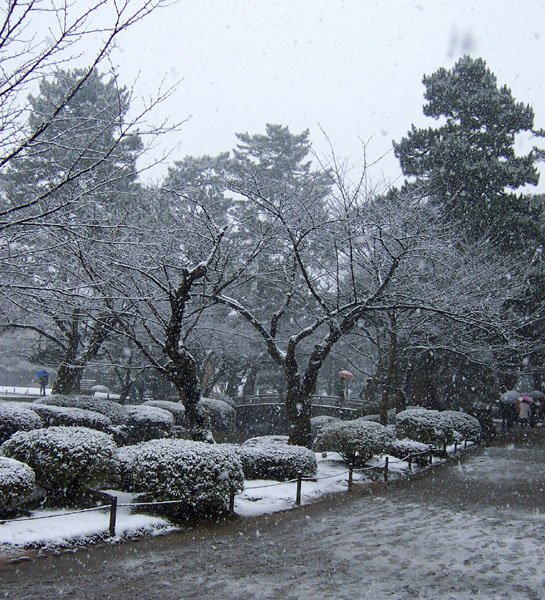
Плодовый сад зимой под снегом

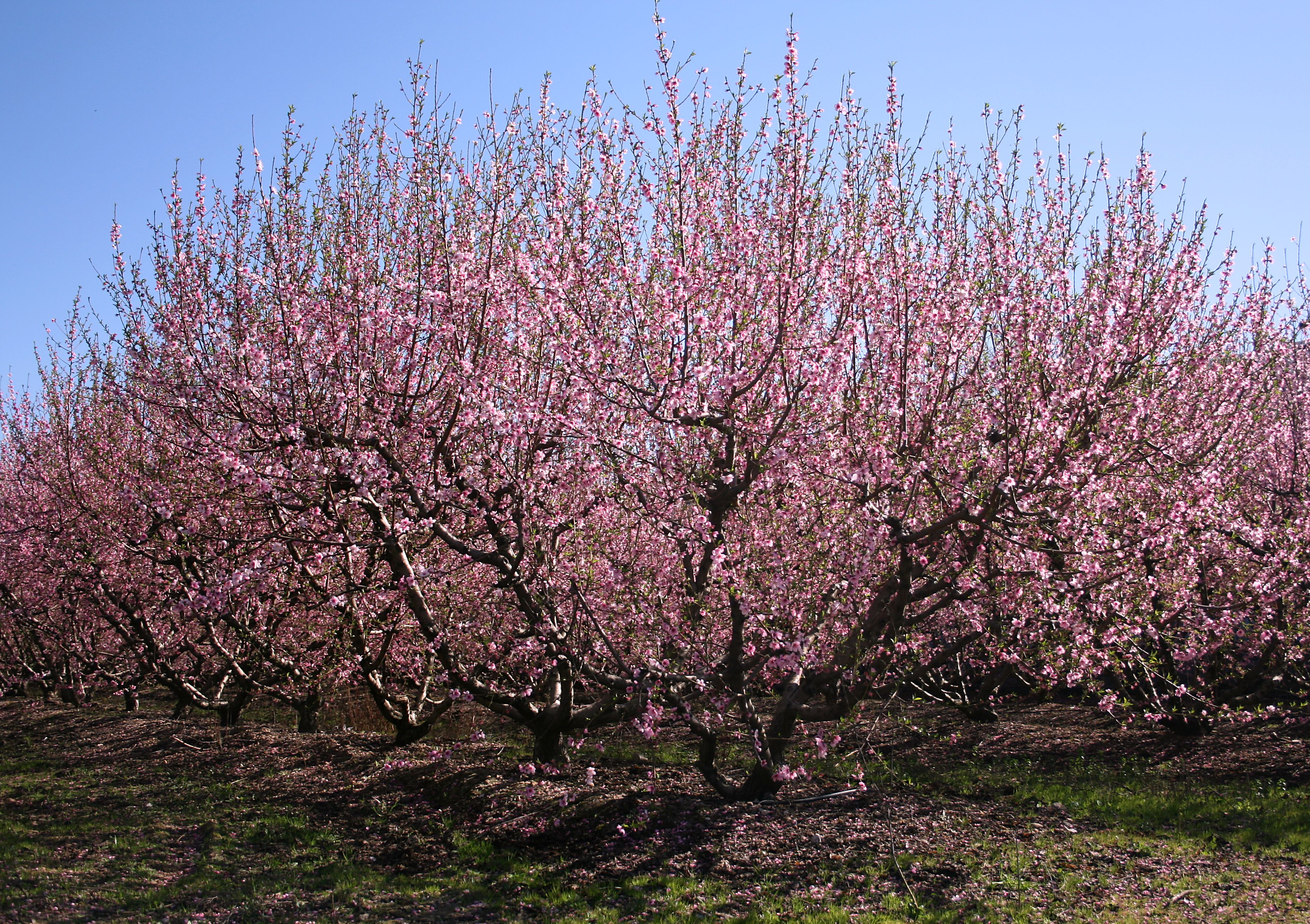
Весенний сад в Испании

Сад — территория с посаженными человеком плодовыми деревьями и кустарниками. Также в саду могут произрастать декоративные растения, а также присутствовать элементы огорода.

## Этимология
Слово общеславянское, происходит от праслав. *sadь со значением «посадка».

## Типы
Сады бывают разных типов:
- Ботанический сад — территория, на которой с научно-исследовательской, просветительной и учебной целью культивируются, изучаются и демонстрируются коллекции живых растений разных частей света и различных климатических зон.
- Фруктовый (плодовый) сад — «участок земли, занятый многолетними плодовыми насаждениями»[2].
- Декоративные сады
  - Зимний сад
  - Японский сад и его разновидность — сад камней
  - Китайский сад
- Луговой сад — сад с суперплотным насаждением плодовых деревьев.

Также садом часто называют огород с посаженными плодово-ягодными культурами. Отрасль сельского хозяйства, занимающаяся садами, называется садоводством.